# Адалберт II (Тек)
Адалберт II фон Тек (на немски: AdalbertI I von Teck; * ок. 1165; † 19 септември 1215/1219) от род Церинги, е херцог на Тек (1195 – 1215/1219) в Баден-Вюртемберг.

## Биография
Той е син на херцог Адалберт I фон Тек (* ок. 1135, † ок. 1195) и съпругата му Аделхайд.
Около 1215 г. Адалберт II продава собственостите в Брайзгау и в Ортенау на крал Фридрих II фон Хоенщауфен (1194 – 1250).

## Фамилия
Името на съпругата му не се споменава в документи. Той има децата:
- Конрад I († 1244/49), херцог на Тек
- Бертхолд I фон Тек (ок. 1200 – 1244), 1223 епископ на Страсбург
- Хайнрих († 1215/1225), каноник във Вюрцбург 1219
- вер. Адалберт III († сл. 1227), споменат 1215.